# Der Tänzer (1919)
Der Tänzer ist ein zweiteiliger deutscher Stummfilm aus dem Jahre 1919 von Carl Froelich.

## Handlung
Andreas Rellnow ist der Sohn eines hochgradig nervösen Professors, von dem er sich nie geliebt fühlte, und einer alternden Tänzerin. Des freudlosen Elternhauses überdrüssig, entscheidet sich Andreas eines Tages, in die weite Welt hinauszuziehen und eine Künstlerkarriere einzuschlagen. Als Geigenvirtuose wird er rasch beliebt und ein Herzensbrecher erster Güte. Die Frauen werfen sich Andreas schmachtend zu Füßen, doch er weiß keine Liebe zu geben und knickt stattdessen achtlos die Herzen seiner zahllosen Bewunderinnen.
Viele von ihnen stürzt der Don Juan damit ins Unglück: Sein erstes Opfer wird Lucie Trenkwitz, die Tochter eines angesehenen Konsuls. Die nächste Frau, die ihre Liebe nicht erwidert findet, heißt Angela von Seydlitz und ist die Tochter eines Kammerherrn. Auch Maria Friesländer, die Gattin eines Steuermanns, ergeht es kaum besser, und schließlich folgt auch noch die Tänzerin Lisa Lerder. Doch hier ist für Andreas Endstation, denn Lisas Partner William macht dem achtlosen Treiben des Herzensbrechers ein grausames Ende und ersticht Rellnow.

## Produktionsnotizen
Der Tänzer, 1. Teil, passierte im September 1919 die Filmzensur und wurde am 3. Oktober 1919 in den Kammerlichtspielen am Potsdamer Platz uraufgeführt. Die Länge des Dreiakters betrug ursprünglich 1361 Meter, wurde aber bei der Neuzensurierung im März 1921 auf etwa 1200 Meter gekürzt. Der zweite Teil des Films fand im selben Monat den Weg in die Lichtspielhäuser, maß vier Akte auf 1679 Metern Länge. Bei der Nachzensur wurde dieser Teil auf 1587 Meter heruntergekürzt. In Österreich liefen beide Teile am 6. respektive am 10. Februar 1920 an.
Die Filmbauten entwarf Hans Sohnle.